# فيرونيكا كروبوتينا
فيرونيكا بوريسوفنا كروبوتينا (الروسية: Вероника Борисовна Кропотина ، من مواليد 2 يناير 1991) متزلجة روسية سابقة دربتها إيلينا فودوريزوفا، فازت بثلاث ميداليات فضيتين وميدالية ذهبية واحدة في سباق الجائزة الكبرى للصغار في إيسو، وحلت في المركز الثاني عشر في بطولة العالم للناشئين لعام 2005. تأهلت لنهائيات جائزة ايسو جونيور الكبرى 2005-2006 لكنها انسحبت قبل الحدث.

## روابط خارجية
- فيرونيكا كروبوتينا على موقع الاتحاد الدولي للتزلج (الإنجليزية)
- قالب:Isu name